# Jacques Daléchamps

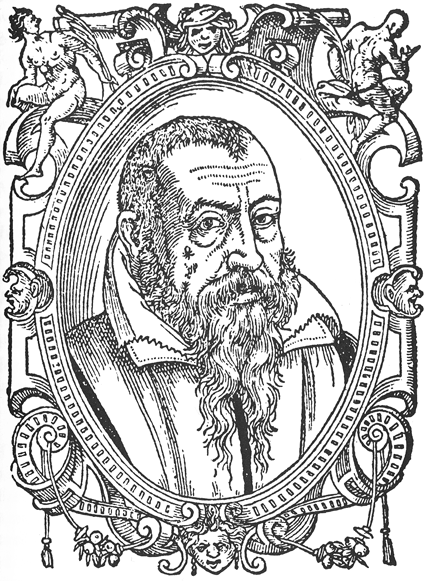
Jacques Daléchamps

Jacques Daléchamps (* 1513 in Caen; † 1. März 1588 in Lyon) war ein französischer Arzt. Seine wichtigsten Werke sind die chirurgische Schrift Chirurgie françoise (1570) sowie die botanische Schrift Historia generalis plantarum (1586–1587).

## Leben und Wirken
Daléchamps immatrikulierte sich am 1. Dezember 1545 an der Universität Montpellier. Er studierte dort unter Guillaume Rondelet. Am 5. Mai 1546 erwarb Daléchamps den akademischen Grad eines Baccalaureus. 1547 wurde er zum Doktor der Medizin promoviert. Nachdem Daléchamps einige Jahre in Grenoble und Valence gewirkt hatte, kam er 1552 nach Lyon. Dort war er bis zu seinem Tode Arzt im Hôtel-Dieu.
Daléchamps bedeutendstes Werk Historia generalis plantarum (1586–1587) ist mit etwa 2700 Holzschnitten illustriert.
Weitere Werke sind Chirurgie françoise (1570) sowie Editionen antiker medizinischer Texte, beispielsweise von Plinius dem Älteren und Seneca. Außerdem übersetzte er drei Werke Galens ins Französische und die Deipnosophistai des Athenaios aus dem Griechischen ins Lateinische.
In der Bibliothèque nationale de France wird unter der Signatur Latin 11858–11859 ein zweibändiges Manuskript mit Aquarellen von Vögeln aufbewahrt. Der erste Band umfasst 317, der zweite 269 Bilder. Der ursprünglich zugehörige Text ist nicht vorhandenen.

## Briefwechsel
Der überlieferte Briefwechsel Daléchamps’ reicht bis 1549 zurück. Seine wichtigsten Korrespondenzpartner stammen aus Frankreich, Spanien, Italien, der Schweiz und Deutschland. Er kommunizierte unter anderem mit Conrad Gessner, Joseph Justus Scaliger, Robert Constantin (um 1530–1605) und Jean Fernel.

## Ehrungen
Charles Plumier benannte ihm zu Ehren die Gattung Dalechampia der Pflanzenfamilie der Wolfsmilchgewächse (Euphorbiaceae). Carl von Linné übernahm später diesen Namen.

## Schriften (Auswahl)
- De peste libri tres. Guillaume Rouillé, Lyon 1552 (Digitalisat) – als Herausgeber der Schrift von Raymond Chalmel de Viviers (tätig 1372–1388).
  - Guillaume Rouillé, Lyon 1553 (Digitalisat).
- La dissection des muscles de Claude Galien, Livres deux. Guillaume  Rouillé, Lyon 1564 (Digitalisat) – Übersetzung von Galens De musculorum dissectione.
- De l’usage des parties du corps humain, Livres XVII. Escripts par Claude Galien, et traduicts fidellement du Grec en François. Guillaume  Rouillé, Lyon 1564 (Digitalisat) – Übersetzung von Galens De usu partium.
- Pauli Aeginetae medici Opera, Joanne Guinterio Andernaco medico peritissimo interprete. Ejusdem Guinterii, & Jani Cornarii annotationes: item Jacobi Goupyli, & Jacobi Dalechampii scholia in eadem opera […]. Guillaume Rouillé, Lyon 1567 (Digitalisat) – als Herausgeber der von Johann Winter von Andernach übersetzten Werke von Paulos von Aigina.
  - Guillaume Rouillé, Lyon 1589.
- Chirurgie françoise. Guillaume Rouillé, Lyon 1570.
  - Guillaume Rouillé, Lyon 1573.
  - Olivier de Varennes, Paris 1610.
- Administrations anatomiques de Claude Galien. Traduictes fidelement de Grec en François. Benoist Rigaud, Lyon 1572 (Digitalisat) – Übersetzung von Galens De anatomicis administrationibus.
- Athenaei Naucratitis […] Deipnosophistarum libri quindecim […]. Antoine de Harsy, Lyon 1583 (Digitalisat) – als Übersetzer von Athenaios’ Deipnosophistai.
- Historia generalis plantarum. Lyon 1586–1587 (Digitalisat).
  - Histoire générale des plantes. Lyon 1615 (Digitalisat) – Übersetzung von Historia generalis plantarum durch Jean Desmoulins (1580–1620).
    - Neudruck: Lyon 1653 (Band 1, Band 2).
- C. Plinii Secundi historiae mundi libri XXXVII […]. Barthélemy Honorat, Lyon 1587 (Digitalisat) – als Herausgeber von Plinius’ Naturalis historia.
  - Johann Feyerabend, Frankfurt am Main 1599.
  - Wechelsche Erben Johann Aubry und Claude de Marne, Frankfurt am Main 1608.
  - Samuel Crespin, Cologny 1615.
  - Jacques Crespin, Genf 1631.
- L. Annaei Senecae philosophi et M. Annaei Senecae rhetoris opera quae extant omnia […] item I. Dalechampii et Th. de Iuges variae lectiones et notae […]. Alexander Pernet, Genf 1628 (Digitalisat) – enthält seine nachgelassene Übersetzungen zu Seneca.